# LVCI 155–164
Die LVCI 155–164 waren Dampflokomotiven der Lombardisch-venetianischen und central-italienischen Eisenbahn-Gesellschaft (LVCI), einer privaten Bahngesellschaft Österreich-Ungarns.
Die zehn Lokomotiven wurden von Beyer-Peacock 1857 an die LVCI geliefert.
Die Südbahngesellschaft (SB) übernahm diese Loks in ihren Bestand als Reihe 2.
1867 kamen die zehn Lokomotiven zur Strade Ferrate Alta Italia (SFAI).
Über die Rete Mediterranea kamen 1905 noch vier Stück zur FS als Teil der Reihe 102.
Die anderen vier Lokomotiven der Reihe FS 102 stammten von den LVCI 1–50.